# Musée Claude-Debussy
La maison natale de Claude Debussy, aujourd'hui également connue comme le musée Claude-Debussy, est située au 38, rue au Pain à Saint-Germain-en-Laye dans le département français des Yvelines,.
Elle date des XVIIe et XVIIIe siècles.
Claude Debussy y a vu le jour le 22 août 1862,. Ses parents y tenaient un commerce de faïence et de porcelaine. Inscrite à l'inventaire supplémentaire des monuments historiques en 1972 et ouverte au public en 1990, elle expose la vie et les documents musicaux du compositeur. Elle rassemble des objets personnels ayant appartenu à Debussy, des partitions musicales et des documents iconographiques,. La cour intérieure de la maison comprend un escalier à balustres du XVIIe siècle, inscrit à l’inventaire supplémentaire des monuments historiques. Des concerts de musique classique y sont donnés dans l'auditorium Yvonne Lefébure, dédié à la mémoire de la pianiste et professeur de musique.
La maison natale Claude-Debussy est labellisée Maison des Illustres,.
Fermée entre 2021 et 2024, le musée rouvre après des travaux de rénovation. Début juillet 2025, le président de la République Emmanuel Macron vient l'inaugurer.